# ديك فيلان
ديك فيلان (بالإنجليزية: Dick Phelan)‏ هو لاعب كرة قاعدة أمريكي، ولد في 10 ديسمبر 1854 في تواندا في الولايات المتحدة، وتوفي في 13 فبراير 1931 في سان أنطونيو في الولايات المتحدة.

## وصلات خارجية
- ديك فيلان على موقعبيزبول رفرنس.كوم (الدوري الرئيسي) (الإنجليزية)